# Megasoma mars
Megasoma mars är en skalbaggsart som beskrevs av Reiche 1852. Megasoma mars ingår i släktet Megasoma och familjen Dynastidae. Inga underarter finns listade i Catalogue of Life.

## Bildgalleri

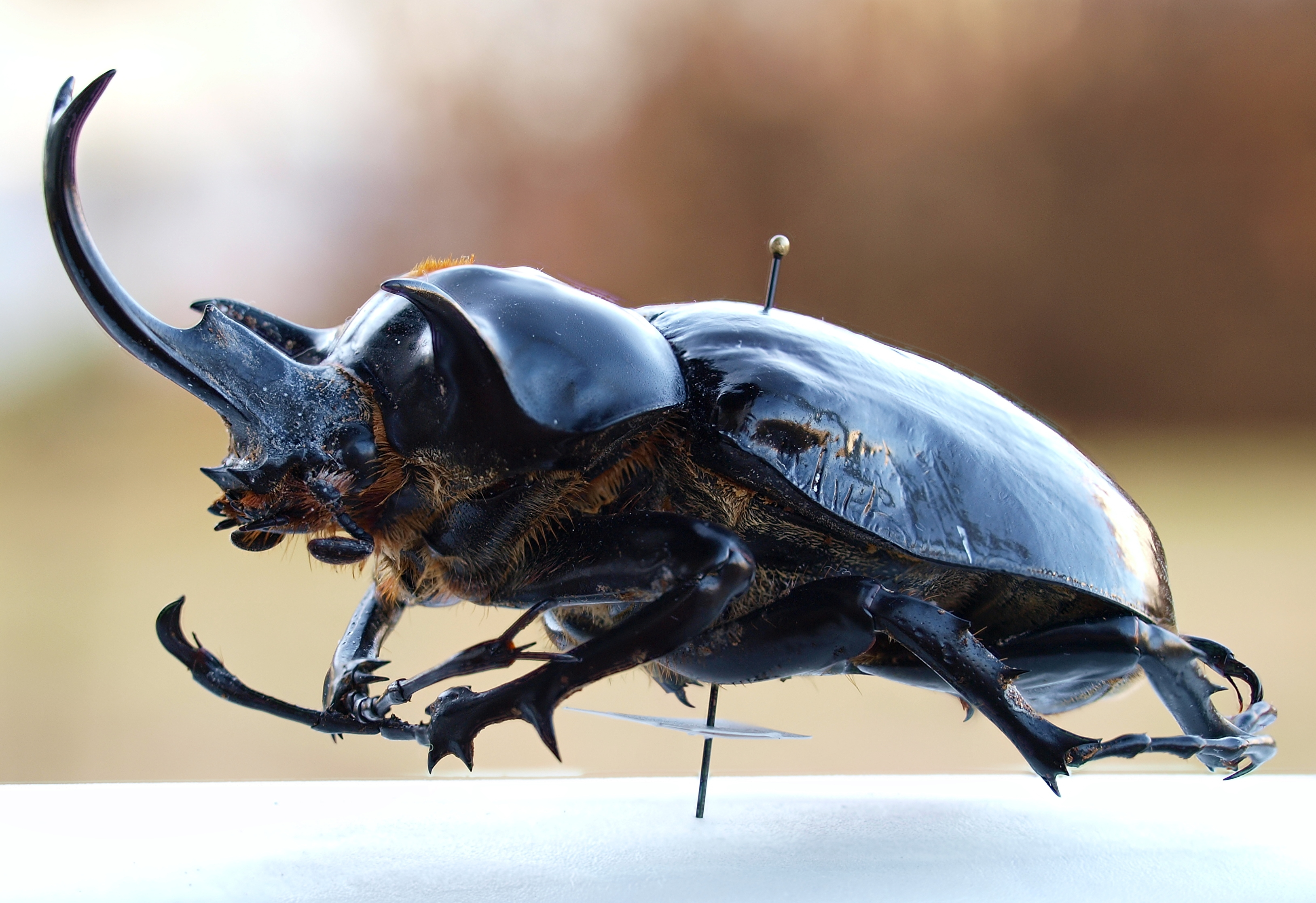